# 리전 (2010년 영화)
《리전》(영어: Legion)은 미국에서 제작된 스콧 스튜어트 감독의 2010년 액션 판타지 공포 스릴러 영화이다. 폴 베터니 등이 출연하였고, 데이비드 랭커스터등이 제작에 참여하였다.

## 줄거리
인간에 대한 믿음을 잃은 신은 천사들을 내려보내 인류를 멸종시키려 한다. 그러나 대천사 미카엘은 신의 명령에 의문을 품어 이를 거역하고 모하비 사막 가장자리 식당의 종업원 찰리를 찾아온다. 찰리의 뱃속 아기는 인류의 마지막 희망인 메시아이다.

## 출연진
- 폴 베터니
- 루커스 블랙
- 타이리스 깁슨
- 에이드리앤 펄리키
- 찰스 S. 더턴
- 존 테니
- 케빈 듀랜드
- 윌라 홀랜드
- 케이트 월시
- 데니스 퀘이드
- 저넷 밀러
- 더그 존스

## 기타 제작진
- 라인 제작: 브래드 사우스윅
- 공동 제작: 스티브 베즈윅, 마크 서데기
- 협력 제작: 개릭 디온, 가스 파퍼스, 피터 싱크
- 배역: 릭 몽고메리
- 미술: 제프 히긴보섬
- 미술 효과: 개브리엘 페트리산스
- 의상: 웬디 파트리지